# Otto teste e una valigia
Otto teste e una valigia (8 Heads in a Duffel Bag) è un film del 1997 diretto da Tom Schulman.

## Trama
Tommy per tutta la vita ha lavorato al servizio di gang della malavita. Questa volta deve trasportare in una borsa le teste mozzate di otto vittime, per provare che le sentenze sono state eseguite. Charlie, giovane studente in partenza per il Messico con la fidanzata e i futuri suoceri, possiede una borsa uguale; e ovviamente, i due uomini scambiano le valigie sull'aereo che condividono per un tratto del viaggio.
Il povero si trova in mano un carico piuttosto imbarazzante. Fidanzata e famiglia danno di testa e le disavventure si susseguono, fra accuse, arresti e teste che vanno perdute.
Anche i compagni di studi del protagonista vengono coinvolti da Tommy, che li prende in ostaggio per cercare di recuperare le preziose teste e di trovarne altre "di riserva".
Alla fine, Tommy e Charlie diventano amici e decideranno di collaborare. Alla fine, uno parte con il suo macabro carico da consegnare e il giovane riesce a salvare il suocero dall'accusa di omicidio e a sposare la donna che ama.

## Riconoscimenti
- Festival internazionale del cinema fantastico di Bruxelles - 1998: Corvo d'Argento a Tom Shulman